# IntelliJ IDEA
IntelliJ IDEA — комерційне інтегроване середовище розробки для різних мов програмування (Java, Python, Scala, PHP та ін.) від компанії JetBrains. Система поставляється у вигляді урізаної по функціональності безкоштовної версії «Community Edition» і повнофункціональної комерційної версії «Ultimate Edition», для якої активні розробники відкритих проектів мають можливість отримати безкоштовну ліцензію. Програмний код Community-версії поширюються в рамках ліцензії Apache 2.0. Бінарні збірки підготовлені для Linux, Mac OS X і Windows.

## Історія
Перша версія IntelliJ IDEA з'явилася у січні 2001 року й швидко здобула популярність, як перша Java IDE із широким набором інтегрованих інструментів для рефакторингу, що дозволяла програмістам швидко реорганізовувати програмний код програм. Дизайн середовища орієнтовано на продуктивність праці програмістів, дозволяючи їм сконцентруватися на розробці функціональності, тоді як IntelliJ IDEA бере на себе виконання рутинних операцій.
Починаючи з шостої версії продукту IntelliJ IDEA надає інтегрований інструментарій для розробки графічного користувацького інтерфейсу.
З версії 9.0 є безкоштовний варіант Community Edition з відкритими кодами. Програмний код відкритої версії IntelliJ IDEA Community Edition поширюються рамках ліцензії Apache 2.0. Бінарні пакунки підготовлені для Linux, Mac OS X і Windows.
До складу IntelliJ IDEA включені напрацювання, створені в результаті спільної роботи з компанією Google, яка використовувала IntelliJ IDEA як базис для свого нового відкритого середовища розробки Android Studio. Завдяки співпраці істотно розширені штатні можливості IntelliJ IDEA з розробки застосунків для платформи Android.

## Системні вимоги[7]
|                     | Windows                                                                                             | OS X                                                                                                | Linux                                                                                               |
| ------------------- | --------------------------------------------------------------------------------------------------- | --------------------------------------------------------------------------------------------------- | --------------------------------------------------------------------------------------------------- |
| Версія ОС           | 64-розрядна версія Windows 10 1809 або новіша / Windows Server 2019 або новіша                      | macOS 12.0 або новіша                                                                               | Робочий стіл GNOME або KDE                                                                          |
| Оперативна пам'ять  | Мінімум 2 ГБ вільної оперативної пам'яті, рекомендується 8 ГБ загальної оперативної пам'яті системи | Мінімум 2 ГБ вільної оперативної пам'яті, рекомендується 8 ГБ загальної оперативної пам'яті системи | Мінімум 2 ГБ вільної оперативної пам'яті, рекомендується 8 ГБ загальної оперативної пам'яті системи |
| Простір на диску    | 3,5 ГБ місця на жорсткому диску, рекомендується SSD                                                 | 3,5 ГБ місця на жорсткому диску, рекомендується SSD                                                 | 3,5 ГБ місця на жорсткому диску, рекомендується SSD                                                 |
| Версія JDK          | JDK 1.8 починаючи з 2016.1                                                                          | JDK 1.8 починаючи з 2016.1                                                                          | JDK 1.8 починаючи з 2016.1                                                                          |
| Роздільна здатність | Мінімальна роздільна здатність екрану 1024x768                                                      | Мінімальна роздільна здатність екрану 1024x768                                                      | Мінімальна роздільна здатність екрану 1024x768                                                      |

## Огляд можливостей
Community версія середовища IntelliJ IDEA підтримує інструменти (у вигляді плагінів) для проведення тестування TestNG і JUnit, системи контролю версій CVS, Subversion, Mercurial і Git, засоби складання Maven, Ant, Gradle, мови програмування Java, Scala, Clojure, Groovy і Dart. Підтримується розробка застосунків для мобільної платформи Android. До складу входить модуль візуального проектування GUI-інтерфейсу Swing UI Designer, XML-редактор, редактор регулярних виразів, система перевірки коректності коду, система контролю за виконанням завдань і доповнення для імпорту та експорту проектів з Eclipse. Доступні засоби інтеграції з системами відстеження помилок JIRA, Trac, Redmine, Pivotal Tracker, GitHub, YouTrack, Lighthouse.
Комерційна версія «Ultimate Edition» відрізняється наявністю підтримки додаткових мов програмування (наприклад, PHP, Ruby, Python, JavaScript, CoffeeScript, HTML, CSS, SQL), підтримкою технологій Java EE, UML-діаграм, підрахунок покриття коду, можливістю роботи з фреймворками (Rails, Grails, Google Web Toolkit, Spring Framework, Play Framework і Hibernate), засобами інтеграції з Perforce, Microsoft Team Foundation Server і Rational ClearCase..

### Підтримувані мови
Версії Community та Ultimate відрізняються підтримкою різних мов програмування, це зазначено у наступній таблиці.
| Мова програмування                                                       | IntelliJ IDEA Community Edition | IntelliJ IDEA Ultimate Edition |
| ------------------------------------------------------------------------ | ------------------------------- | ------------------------------ |
| Java                                                                     | Так                             | Так                            |
| Clojure (через окремий плагін)                                           | Так                             | Так                            |
| Dart (через окремий плагін)                                              | Так                             | Так                            |
| Erlang (через окремий плагін)                                            | Так                             | Так                            |
| Go (через окремий плагін)                                                | Так                             | Так                            |
| Groovy                                                                   | Так                             | Так                            |
| Haxe (через окремий плагін)                                              | Так                             | Так                            |
| Perl (via separate plugin [Архівовано 9 серпня 2016 у Wayback Machine.]) | Так                             | Так                            |
| Scala (через окремий плагін)                                             | Так                             | Так                            |
| XML/XSL                                                                  | Так                             | Так                            |
| Kotlin                                                                   | Так                             | Так                            |
| ActionScript/MXML                                                        | Ні                              | Так                            |
| CoffeeScript                                                             | Ні                              | Так                            |
| Haskell (через окремий плагін)                                           | Так                             | Так                            |
| HTML/XHTML/CSS                                                           | Ні                              | Так                            |
| JavaScript                                                               | Ні                              | Так                            |
| Lua (через окремий плагін)                                               | Так                             | Так                            |
| PHP (через окремий плагін)                                               | Ні                              | Так                            |
| Python (через окремий плагін)                                            | Так                             | Так                            |
| Ruby/JRuby                                                               | Ні                              | Так                            |
| SQL                                                                      | Ні                              | Так                            |
| TypeScript (через окремий плагін)                                        | Ні                              | Так                            |

## Виноски
1. ↑  https://www.jetbrains.com/help/idea/discover-intellij-idea.html#IntelliJ-IDEA-supported-languages
2. ↑  IntelliJ IDEA: The Java IDE for Professional Developers by JetBrains
3. ↑  https://www.jetbrains.com/idea/download/
4. 1 2  IntelliJ IDEA Features and Editions Comparison (англійською) . Jet Brains. Архів оригіналу за 24 травня 2015. Процитовано 26 квітня 2015.
5. ↑  Crossing Refactoring's Rubicon (англ) . Martin Fowler. Архів оригіналу за 26 лютого 2012. Процитовано 24 липня 2015.
6. ↑  Релиз среды разработки приложений IntelliJ IDEA 13 [Архівовано 3 січня 2014 у Wayback Machine.] // opennet.ru 05.12.2013
7. ↑  IntelliJ IDEA :: Download Latest Version of IntelliJ IDEA. JetBrains. Архів оригіналу за 5 лютого 2021.
8. ↑  IntelliJ IDEA 2016.1 is Here. Архів оригіналу за 8 листопада 2020. Процитовано 25 липня 2016.
9. ↑  IntelliJ IDEA Editions Comparison. JetBrains. Архів оригіналу за 26 лютого 2012. Процитовано 19 грудня 2014.
10. ↑  Haskell language support. Архів оригіналу за 5 травня 2016. Процитовано 25 липня 2016.
11. ↑  Lua For IDEA. Архів оригіналу за 11 жовтня 2016. Процитовано 25 липня 2016. [Архівовано 2016-10-11 у Wayback Machine.]
12. ↑  Python Community Edition. Архів оригіналу за 5 квітня 2016. Процитовано 25 липня 2016.
13. ↑  JetBrains Delights the Python Community with a Free Edition of its Famous IDE, PyCharm 3.0. Архів оригіналу за 7 травня 2016. Процитовано 25 липня 2016.

## Додаткова література
- Getting started with Intellij IDEA  [Архівовано 28 липня 2016 у Wayback Machine.]
- How to develop an Intellij IDEA Plug-in  [Архівовано 28 липня 2016 у Wayback Machine.]